# Montes Torozos

Els Montes Torozos en groc

Montes Torozos és una de les comarques de la província de Valladolid a la comunitat autònoma de Castella i Lleó. Compta amb uns 39 pobles i 29 municipis: Adalia, Casasola de Arión, Ciguñuela, Fuensaldaña, Gallegos de Hornija, La Mudarra, Marzales, Tordesillas, Villanubla, Barruelo del Valle, San Cebrián de Mazote, Pedrosa del Rey, Wamba, Castronuño, Villalba de los Alcores, Mota del Marqués, Mucientes, Peñafor de Hornija, Castromonte, Castrodeza, Castromembibre, Tiedra, San Pelayo, San Salvador Torrecilla de la Torre, Torrelobatón, Vega de Valdetronco, Velilla, Velliza, Villalbarba, Villán de Tordesillas, Villasexmir.